# Heartbeast
Heartbeast (finès: Sydänpeto, francès: Pulse) és una pel·lícula dramàtica, de thriller psicològic i de temàtica lèsbica del 2022 guionada i dirigida per Aino Suni. Es tracta d'una coproducció finlandesa-francesa-alemanya en totes tres llengües i alhora del primer llargmetratge de Suni.

## Argument
L'Elina, de 17 anys, somia a tenir una carrera com a rapera. Quan es muda a França amb la seva família, s'obsessiona amb la seva nova germanastra Sofia, una ballarina que viu una doble vida caracteritzada pel sexe i l'alcohol. Així doncs, la relació entre totes dues, de caràcter amorós, es torna tensa i basada en la gelosia i el control.

## Repartiment
- Elsi Sloan com a Elina
- Carmen Kassovitz com a Sofia
- Camille com a Audrey
- Adel Bencherif com a Karim
- Lucille Guillaume com a Caroline

## Producció
Una de les actrius principals, Carmen Kassovitz, és filla del cèlebre Mathieu Kassovitz. La música del film va ser composta per Jean-Benoît Dunckel, conegut per ser membre de la banda Air.

## Estrena
Es va estrenar al Festival de Cinema de Göteborg del 2022.

## Distribució
El 2022, va circular en diversos festivals de cinema, com ara el de Giffoni a Itàlia, el de Hèlsinki a Finlàndia i l'Atlantida Film Fest a través de Filmin.

## Recepció
Susanna Bono de la revista finesa Episodi va valorar molt positivament el guió i el ritme de la pel·lícula, a més de la interpretació d'Elsi Sloan. En la mateixa línia, Frédéric Mignard del web francès CinéDweller va qualificar-la d'electrificant, refrescant, dins del cinema independent. Per la seva banda, Chantal Cyr del mitjà quebequès Fugues de temàtica LGBT va afirmar el següent: «Malgrat la violència sense precedents del personatge de l’Elina, la directora Aino Suni ha reeixit a suscitar una forma d’empatia envers aquesta jove rapera que no domina tot el que li ve a sobre en un film que barreja romanticisme amb malsons».